# Emanuele Federici
Emanuele Federici (Napoli, 17 agosto 1978) è un canottiere italiano.
Atleta napoletano di canottaggio della società del Circolo Nautico Posillipo, ha iniziato l'attività sportiva nel 1996 vincendo il titolo italiano della categoria juniores.
Nel 2002 e nel 2003 ha vinto l'oro ai campionati del mondo pesi leggeri nella specialità del quattro di coppia con Filippo Mannucci, Luca Moncada e Daniele Gilardoni.
Nel 2004 ha vinto l'argento ai campionati del mondo nella specialità dell'otto pesi leggeri. Nel suo palmarès ci sono anche le vittorie di quattro titoli italiani.
Nel 2006 ha lasciato l'attività agonistica e ha aperto un bed and breakfast a Napoli.